# 2014年首爾地鐵追撞事件
2014年首爾地鐵追撞，或称上往十里站追尾事故（：／），是指2014年5月2日下午3時32分時，於韓國首爾特別市城東區的首都圈電鐵2號線上往十里站發生之列車追撞事故。後來地方检察官判定388人受傷（24人重傷），而當初媒體報導僅238人受傷。 这一事故仅发生在造成约300人遇难和失踪的世越号沉没事故后不久。

## 事發
2014年5月2日15时30分，停靠於首爾地鐵2號線上往十里站的2260次列車遭到後方開往蠶室站方面的2258次列車追撞。造成前車後兩節車廂脫軌。事件造成约238人受伤，但无人重伤，其中32人被送往附近的医院接受救治。事發後，首爾地鐵2號線乙支路入口站至聖水站之間暫時停止運行。
据目击者称，许多乘客忽视地铁中要求其留在车厢内的通告，而是强行打开车门、逃离到了轨道上。
YTN电视台报道称由于地铁脱轨，乘客离开列车后沿着轨道步行了一小段距离才回到车站。一名负责应急的政府官员说，许多乘客在从地铁车厢跳入轨道的过程中受伤。 韩国联合通讯社称前一列地铁在遭到另一列撞击之后由于机械故障而急停，且事故有可能是移动“列车自动距离控制系统”操作失败而导致的。

## 司法裁決
2015年2月1日首爾東區检察官逮捕5名鐵路員工，並發表檢察調查報告。2016年8月31日，法院判決8人全部有罪。